# Campo San Barnaba
Campo San Barnaba es un campo veneciano, ubicado en el sestiere de Dorsoduro.
Se encuentra a lo largo del camino que une el Puente de la Academia con el Piazzale Roma.
La parte sur del campo está dominada por la iglesia neoclásica de San Barnaba.

## Historia
EL campo ha acogido las escenas de varias películas como Locuras de verano, con David Lean, Katharine Hepburn y Rossano Brazzi, en la escena donde el protagonista cae al agua en el canal, y como Indiana Jones y la última cruzada, en la escena donde el protagonista explora el sótano de la iglesia, que en realidad eran inexistentes.
En enero de 1441 se celebró la boda entre Francesco Foscari, hijo del dux, y Lucrezia Contarini. Se creó un puente de pontones sobre el canal cercano en el que se llevó a cabo una carrera de caballos para recibir el evento. Esto fue seguido por la llegada del Bucintoro con 150 damas a bordo y seguido por todos los barcos de los nobles. La procesión luego escoltó a la novia hasta el Palacio Ducal.
- Datos: Q615743
- Multimedia: Campo San Barnaba (Venice) / Q615743